# Le Capitole
Le Capitole (auch kurz Capitole genannt) war ein Spitzenzug im Fernverkehr der französischen Staatsbahn (SNCF), der Paris mit Toulouse über Limoges verband.

## Rapide

### Einführung: 1960
Der Capitole wurde als Gegenstück zum Mistral eingeführt, der seit 1947 zwischen Paris und der Mittelmeerküste auf der Hauptstrecke der ehemaligen Compagnie des chemins de fer de Paris à Lyon et à la Méditerranée (P.L.M.) verkehrte.
Der Zug wurde auch von Politikern, für die regelmäßig Plätze freigehalten wurden, auf den Fahrten in ihre Wahlkreise genutzt. Dies mag ein Grund für den Anschlag vom 29. März 1982 gewesen sein.
Ab dem 15. November 1960 fuhr der Capitole als Rapide in der Verbindung Paris, Orléans, Limoges, Brive-la-Gaillarde, Cahors, Montauban, Toulouse auf der ehemaligen Hauptmagistrale der Compagnie du chemin de fer de Paris à Orléans (P.O.). Er war zunächst aus vier oder fünf Wagen 1. Klasse des Typs INOX-DEV (silberfarben), einem blauen CIWL-Speisewagen und einem grünen Gepäckwagen zusammengestellt und mit einer Elektrolokomotive der Baureihe BB 9200 bespannt, die ebenfalls grün lackiert war. Der Zug verkehrte mit einer Höchstgeschwindigkeit von 160 km/h. Für die 713 km Strecke von Paris nach Toulouse benötigte er 7 Stunden.

### Schnellster Zug Europas: 1967

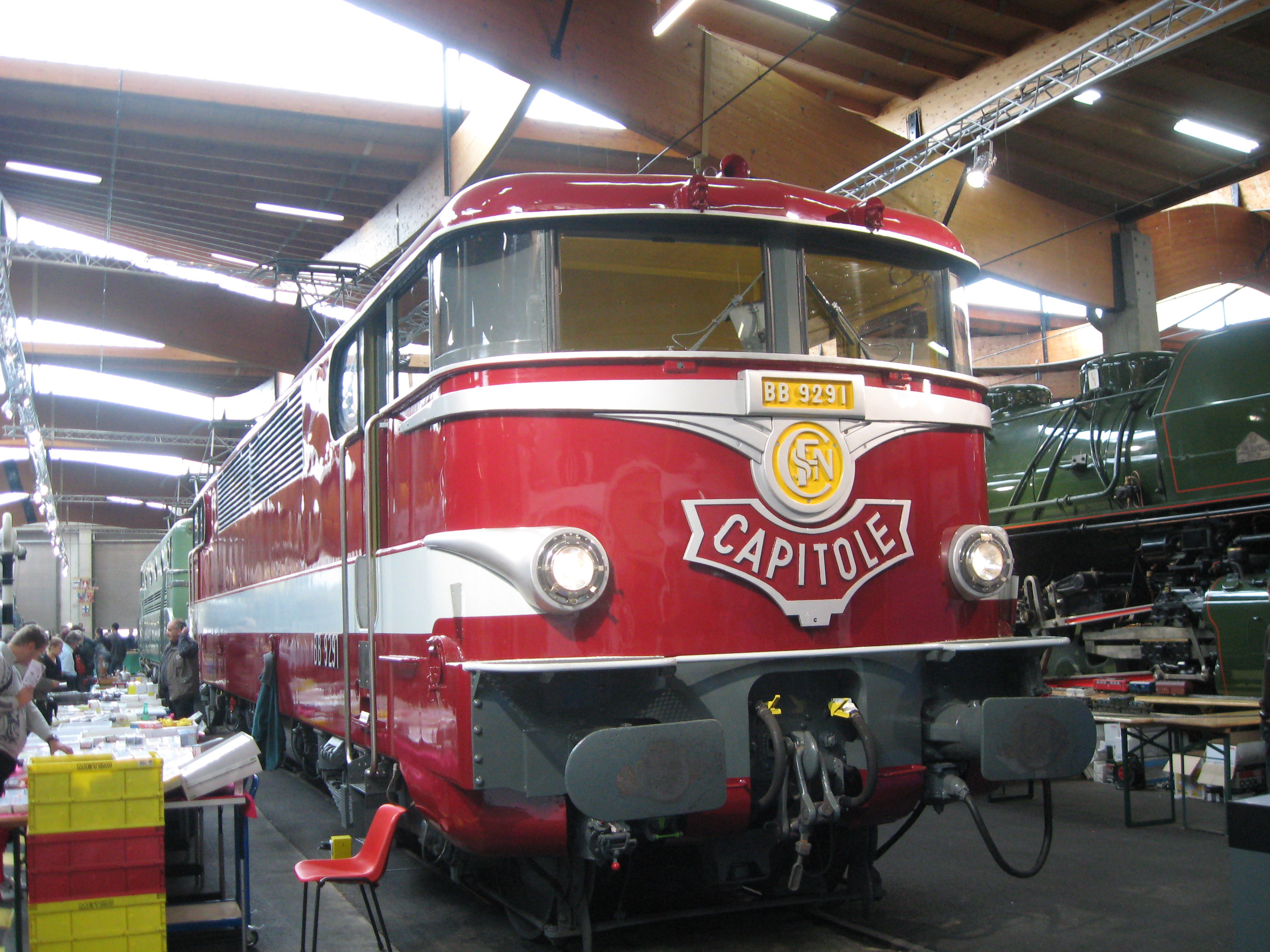
BB 9291 im Eisenbahnmuseum Mülhausen (Cité du Train)

Ab dem 28. Mai 1967 war die Strecke auf dem 100 km langen Abschnitt zwischen Fleury-les-Aubrais bei Orléans und Vierzon für eine Höchstgeschwindigkeit von 200 km/h zugelassen. Um diese auch tatsächlich fahren zu können, wurde der Zug mit neuen Wagen des Typs UIC-Y (1. Klasse, Halbgepäckwagen und Speisewagen) ausgestattet. Vier Elektrolokomotiven der Baureihe BB 9200 (BB 9278, 9281, 9289 und 9288), wurden mit modifizierten Drehgestellen und neuen Einholmstromabnehmern für die Geschwindigkeit von 200 km/h ertüchtigt und die beiden zuletzt gefertigten Lokomotiven der Serie BB 9200 (BB 9291 und 9292) mit Führerstandssignalisierung, Drehgestellen für 250 km/h und speziellen Stromabnehmern direkt für eine Höchstgeschwindigkeit von 250 km/h gebaut. Die Fahrzeit reduzierte sich so auf 6 Stunden und der Capitole war damit der erste europäische Zug, der fahrplanmäßig 200 km/h erreichte. Lokomotiven und Wagen erhielten einen roten Anstrich mit weißem Streifen unter den Fenstern, an jedem Wagen und auf einer Tafel an der Zugspitze war der Name Capitole angeschrieben.
Wagenreihung von 1967–1970:
1. 1. Klasse Abteilwagen vom Typ A9 UIC-Y mit 9 Abteilen
2. 1. Klasse
3. 1. Klasse/Gepäck Abteilwagen vom Typ A7D UIC-Y mit 7 Abteilen und Gepäckabteil
4. 1. Klasse
5. Speisewagen Speisewagen vom Typ Vru UIC-Y
6. 1. Klasse
7. 1. Klasse
8. 1. Klasse
9. 1. Klasse

Zum Winterfahrplan 1968 wurde gegenläufig ein zweites Capitole-Zugpaar eingerichtet, womit in beide Richtungen sowohl eine Morgen- als auch eine Abendverbindung geschaffen war. Die Züge wurden als Le Capitole du Matin und Le Capitole du Soir unterschieden.

## Trans Europ Express
Am 27. September 1970 wurde der Capitole zum Binnen-Trans-Europ-Express (TEE) aufgewertet. Dazu wurde der Zug mit neuen Wagen des Typs Grand Confort ausgestattet.
Dieses waren im Einzelnen wie gewohnt Abteilwagen, Speisewagen und Halbgepäckwagen mit Generator, neu hinzu kamen Großraumwagen und Barwagen, noch immer ausschließlich der ersten Wagenklasse. Geführt wurde der Zug nun von neuen Lokomotiven der Baureihe CC 6500.
Lokomotiven und Wagen erhielten einen metallgrauen Anstrich mit rotem Fensterband und orangen Begleitstreifen. Jeder Wagen trug eine Tafel mit der Aufschrift Trans Europ Express über den Fenstern. Die Lokomotiven trugen an der Zugspitze eine Tafel mit der Aufschrift Capitole.
| Distanz (in km) | TEE 75 ↓ („du Matin“) | TEE 76 ↑ („du Soir“) | Bahnhof            | TEE 74 ↑ („du Matin“) | TEE 77 ↓ („du Soir“) |
| --------------- | --------------------- | -------------------- | ------------------ | --------------------- | -------------------- |
| 000             | 07:45                 | 23:45                | Paris Austerlitz   | 13:45                 | 18:00                |
| 400             | 10:39                 | 20:48                | Limoges            | 10:48                 | 20:54                |
| 499             | 11:39                 | 19:48                | Brive-la-Gaillarde | 09:48                 | 21:54                |
| 600             | 12:40                 | 18:48                | Cahors             | 08:48                 | 22:55                |
| 662             | 13:16                 | 18:12                | Montauban          | 08:12                 | 23:31                |
| 713             | 13:45                 | 17:45                | Toulouse Matabiau  | 07:45                 | 24:00                |

## Niedergang und Ablösung
Seit dem 23. Mai 1982 führte das Zugpaar TEE 75/76 neben der ersten auch die zweite Klasse. Dafür wurden einige Grand Confort-Wagen umbestuhlt: Die Abteilwagen erhielten bei gleicher Abteilgröße acht Plätze pro Abteil, die Großraumwagen eine neue, engere 2+2-Bestuhlung ohne Rücksicht auf die Fensterteilung. Die TEE-Tafeln wurden entfernt, die Wagen 2. Klasse mit einem grünen Streifen markiert. Am 29. September 1984 lief der Capitole nicht mehr als TEE, sondern als Schnellzug (Rapide). Mit Einführung der zweiten TGV-Verbindung zwischen Paris und Toulouse im September 1991 wurde er aus dem Fahrplan genommen.
Die Bezeichnung „Le Capitole“ hielt sich umgangssprachlich vor allem, um diese einst in ganz Europa als vorbildlich empfundene direkte Schnellverbindung von Paris nach Limoges und Toulouse vom TGV Atlantique abzugrenzen, der nicht über Limoges, sondern über Bordeaux verkehrt.
2017 gab es sechs tägliche Verbindungen zwischen Paris und Toulouse:
- einen Nachtzug Intercités de Nuit ab Paris Austerlitz über Limoges, sowie
- fünf TGV ab Paris Montparnasse über Bordeaux.[6]

Der Nachtzug benötigt von Paris nach Toulouse 9:27 Stunden, in Gegenrichtung 8:22 Stunden, während die TGV die Strecke über die LGV Atlantique in 4:56 Stunden zurücklegen. 
Mit der Eröffnung der LGV Sud Europe Atlantique 2017 wurde eine weitere Verkürzung der Fahrzeit ermöglicht und der Nachtzug eingestellt. Aktuell (2020) legt der schnellste TGV die Strecke in 4:11 Stunden zurück, allerdings ohne unterwegs zu halten. Je nach Wochentag existieren drei bis fünf Verbindungen, die meist rund 4:30 Stunden benötigen.   
Eine umsteigefreie Tagesreisezug-Verbindung über Limoges verkehrt noch täglich. Sie benötigt 6:41 Stunden, hält allerdings auch unterwegs an doppelt so vielen Bahnhöfen wie einst der Capitole.

## Trivia

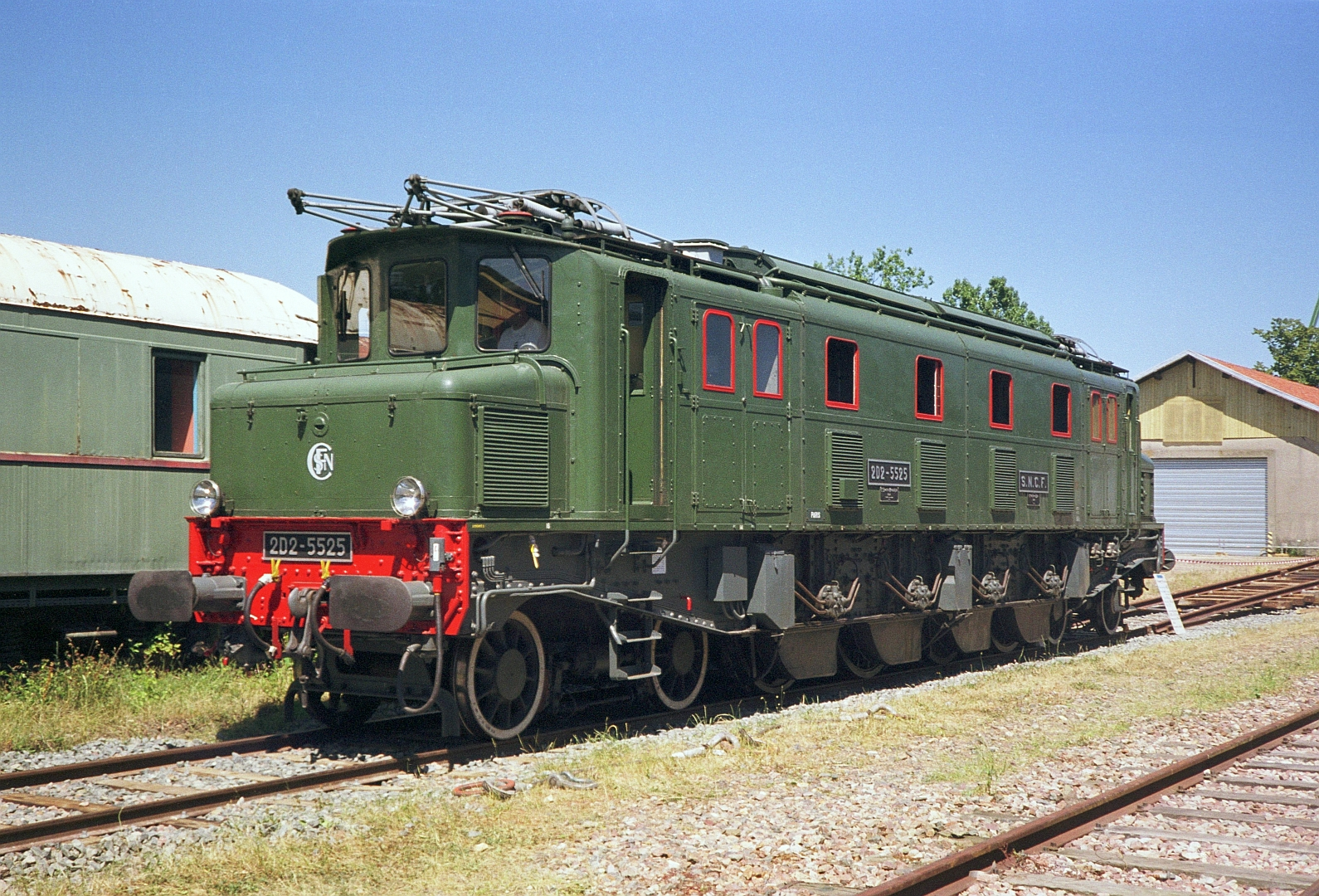
Museal erhaltene 2D2 5525 mit Buchli-Antrieb

Bei Ausfall einer der üblichen Zuglokomotiven kamen auch andere Maschinen aushilfsweise zum Einsatz. So musste der TEE 1030 am 2. Februar 1971 im Ausgangsbahnhof Toulouse-Matabiau statt planmäßig mit einer CC 6500 mit der BB 9277 bespannt werden. Doch auch diese fiel in Montauban aus. Deshalb griff man auf die einzige für diesen Zweck vor Ort verfügbare Lok zurück, und zwar die bereits Anfang der 1930er Jahre erbaute 2D2 5525 des Typs PO E 503–537 mit Buchli-Antrieb. Sie zog den TEE von Montauban bis in das 262 Kilometer entfernte Limoges. Diese Maschine ist museal erhalten.

## Filme
- Werbefilm der SNCF „Le Capitole“, Centre Audiovisuel SNCF, 1969 (nicht frei zugänglich)
- Spielfilm „Der Schakal“, Laufzeit: 145', Regie: Fred Zinnemann, Produktion: Frankreich/Großbritannien 1973.[8]